# István Szondy
István Szondy (* 29. Dezember 1925 in Berettyóújfalu; † 31. Mai 2017 in Budapest) war ein ungarischer Pentathlet und Reiter.

## Karriere
István Szondy trat dreimal bei Olympischen Spielen an. 1948 belegte er  in London im Einzel des Modernen Fünfkampfes den 18. Rang. Zwei Medaillengewinne gelangen ihm dann 1952 in Helsinki: Bronze im Einzel und Gold mit der Mannschaft, zu der neben Szondy noch Gábor Benedek und Aladár Kovácsi gehörten. Bei den Spielen 1956 in Stockholm ging er im Springreiten an den Start. Sowohl im Einzel als auch mit der Mannschaft schied er in der zweiten Runde aus.
Bei Weltmeisterschaften im Modernen Fünfkampf war Szondy zunächst 1953 erfolgreich, als er Vizeweltmeister im Einzel wurde. 1954 wurde er im Einzel Dritter, mit der Mannschaft gewann er dagegen die Weltmeisterschaft. Diesen Titel verteidigte er mit der Mannschaft 1955.